# Andrey Vitalyevich Blyndu
Andrey Vitalyevich Blyndu (tiếng Nga: Андрей Витальевич Блынду; sinh ngày 27 tháng 1 năm 1991) là một hậu vệ bóng đá người Nga hiện tại thi đấu cho SFC CRFSO Smolensk.